# アルジェニクス
アルジェニクス（argenx SE）は、自己免疫疾患および癌を対象とする抗体治療薬の開発を行う製薬企業。ユーロネクスト・ブリュッセルおよびNASDAQに株式を上場している（Euronext: ARGX 、NASDAQ: ARGX）。
持株会社のオフィスはオランダ・ロッテルダムに、登記上の本店はブレダ、オペレーションの中心はベルギー・ヘント郊外のズウェイナールデ（Zwijnaarde）にあり、その傘下にアメリカ法人と日本法人が置かれている。

## 沿革
2008年4月に設立、2014年7月に株式公開企業となり、2018年6月にBEL20の構成銘柄となった。
デンマークの製薬企業のレオファーマと2015年に炎症性皮膚疾患の抗体治療薬開発について提携し、アメリカの大手製薬企業のアッヴィとは2016年より癌免疫療法薬候補の標的抗体ARGX-115の共同開発を実施、またジョンソン・エンド・ジョンソン傘下のヤンセンファーマと免疫チェックポイントCD70阻害抗体ARGX-110の共同開発を行い、2019年からの独占的販売権を与えた。

## 日本での展開
日本法人「アルジェニクスジャパン株式会社」は2019年5月に設立、東京（港区）にオフィスを持つ。
2020年10月、中外製薬と抗体エンジニアリング技術に関するライセンス契約を締結した。